# Leuresthes sardina
Leuresthes sardina is een  straalvinnige vissensoort uit de familie van koornaarvissen (Atherinidae). De wetenschappelijke naam van de soort is voor het eerst geldig gepubliceerd in 1889 door Jenkins & Evermann.
De soort staat op de Rode Lijst van de IUCN als Gevoelig, beoordelingsjaar 2007. De omvang van de populatie is volgens de IUCN dalend.